# Десети конгрес на Македонската патриотична организация
Десетият конгрес на Македонските политически организации (МПО) се провежда през септември 1931 година в Гери, Индиана, САЩ. На събитието присъстват над 2000 участници, които манифестират желанието си за „Независима Македония“. Речи произнасят няколко американски професори.